# 織田高元
織田 高元（おだ たかもと）は、江戸時代前期の旗本。通称は七平、平左衛門。

## 生涯
旗本・織田一之の次男として誕生した。
貞享元年（1687年）7月10日、一之の隠居により兄・信門が家督を継いだ際、兄から近江国神崎郡内で500石を分け与えられる。旗本となり、小普請組に所属する。後に書院番や桐間番を勤める。
元禄6年（1693年）1月9日、死去。享年27。養子・助次郎の死去により、同家は無嗣改易となった。